# قاي دو مرلي
قاي دو مرلي (بالفرنسية: Guy du Merle)‏ هو مهندس وطيار فرنسي، ولد في 1908 في تولون في فرنسا، وتوفي في 6 يونيو 1993.